# Estadística no paramétrica
La estadística no paramétrica comprende a los métodos de estadística inferencial que se aplican a los casos en los que las variables no se ajustan a modelos teóricos (por ejemplo, la distribución normal o chi-cuadrada). Su distribución no puede ser definida a priori, pues son los datos observados los que la determinan. La utilización de estos métodos se hace recomendable cuando no se puede asumir que los datos se ajusten a una distribución conocida o no cumplan son los supuestos correspondientes.
Las principales pruebas no paramétricas son las siguientes:
- Prueba χ² de Pearson
- Prueba binomial
- Prueba de Anderson-Darling
- Prueba de Cochran
- Prueba de Cohen kappa
- Prueba de Fisher
- Prueba de Friedman
- Prueba de Kendall
- Prueba de Kolmogórov-Smirnov
- Prueba de Kruskal-Wallis
- Prueba de Kuiper
- Prueba de Mann-Whitney o prueba de Wilcoxon
- Prueba de McNemar
- Prueba de la mediana
- Prueba de Siegel-Tukey
- Prueba de los signos
- Coeficiente de correlación de Spearman
- Tablas de contingencia
- Prueba de Wald-Wolfowitz
- Prueba de los rangos con signo de Wilcoxon

La mayoría de estos test estadísticos están programados en los  paquetes estadísticos más frecuentes, quedando para el investigador, simplemente, la tarea de decidir por cuál de todos ellos guiarse o qué hacer en caso de que dos test nos den resultados opuestos. Hay que decir que, para poder aplicar cada uno existen diversas hipótesis nulas y condiciones que deben cumplir nuestros datos para que los resultados de aplicar el test sean fiables. Esto es, no se puede aplicar todos los test y quedarse con el que mejor convenga para la investigación sin verificar si se cumplen las hipótesis y condiciones necesarias pues, si se violan, invalidan cualquier resultado posterior y son una de las causas más frecuentes de que un estudio sea estadísticamente incorrecto. Esto ocurre sobre todo cuando el investigador desconoce la naturaleza interna de los test y se limita a aplicarlos sistemáticamente.
Es importante mencionar que si la distribución de los datos se ajusta a un tipo de distribución conocida, existen otras [pruebas] que, en la práctica, son más aconsejables pero que así mismo requieren otros supuestos. En este caso, la estadística a emplear es la estadística paramétrica, dentro de la cual muchas veces podemos encontrar equivalencias entre pruebas pero con diferencias en la potencia entre ambas siendo siempre la potencia de las pruebas no paramétricas menor que la potencia de las pruebas paramétricas equivalentes. Aun así, el uso adecuado de los tamaños muestrales disminuye la posibilidad de cometer un [error tipo II], puesto que aumenta al mismo tiempo la eficacia de la prueba . Es decir, a medida que se aumenta el tamaño de la muestra, disminuye la posibilidad de cometer un error tipo II (un falso negativo: No rechazar la hipótesis nula cuando esta en realidad es falsa).